# Zollernia ilicifolia
Zollernia ilicifolia är en ärtväxtart som först beskrevs av Adolphe-Théodore Brongniart, och fick sitt nu gällande namn av Julius Rudolph Theodor Vogel. Zollernia ilicifolia ingår i släktet Zollernia och familjen ärtväxter. Inga underarter finns listade i Catalogue of Life.